# Pei-Yuan Wei
Pei-Yuan Wei (* um 1969 in Taiwan; † 2023) war ein Software-Entwickler und Künstler. Er entwickelte 1992 als Student an der Berkeley-Universität in Kalifornien mit ViolaWWW einen der ersten graphischen Webbrowser.
Dessen Versionen DX34 und DX37 waren Bestandteil der Klage von Eolas gegen Microsoft, da diese bereits Verfahren zur Einbettung von interaktiv ausführbarem Programmcode in Webseiten verwendeten und damit diese Technik vor einem entsprechenden Patent (Patentnummer 5.838.906) von Eolas Technologies existierten. Microsoft wurde im August 2003 zu einer Zahlung von 521 Millionen US-Dollar verurteilt, später wurde die Summe erhöht auf 565 Millionen US-Dollar. Im Jahr 2005 hatte das United States Court of Appeals for the Federal Circuit allerdings die Vorinstanz angewiesen, das Verfahren erneut zu behandeln.
Pei-Yuan Wei starb 2023 im Alter von 54 Jahren.